# Helmholtz ekvation
Helmholtz ekvation är en partiell differentialekvation som lyder
{\displaystyle \nabla ^{2}A+k^{2}A=0}
där ∇2 är laplaceoperatorn, k är ett vågtal och A är en amplitud.
Ekvationen är tidsinvariant, och används bland annat för att lösa vågekvationen.